# Thore Engströmer

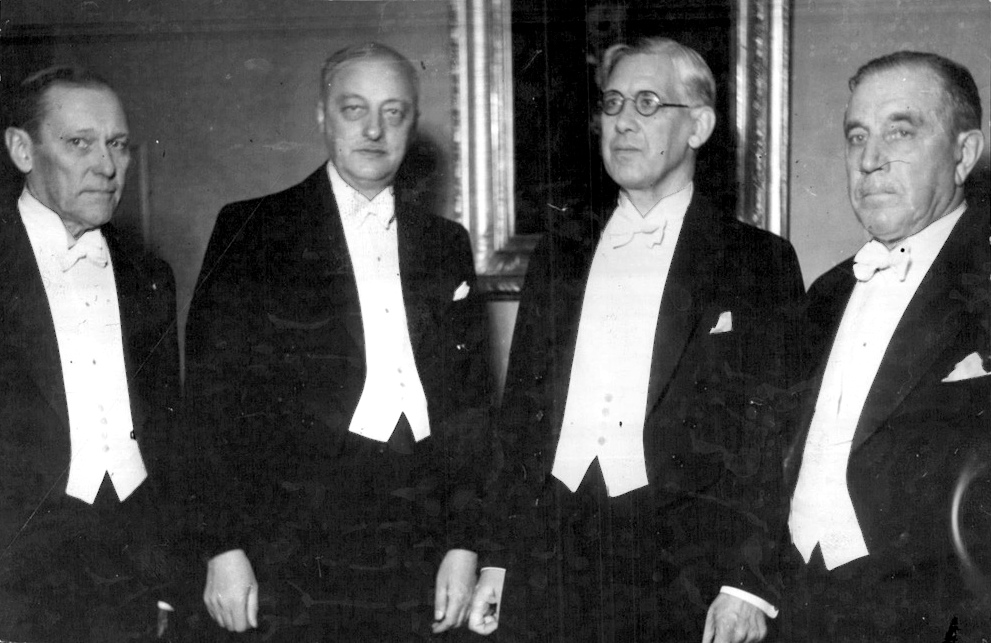
Juridiska Föreningen i Uppsalas fest 1944, med Thore Engströmer längst till höger.

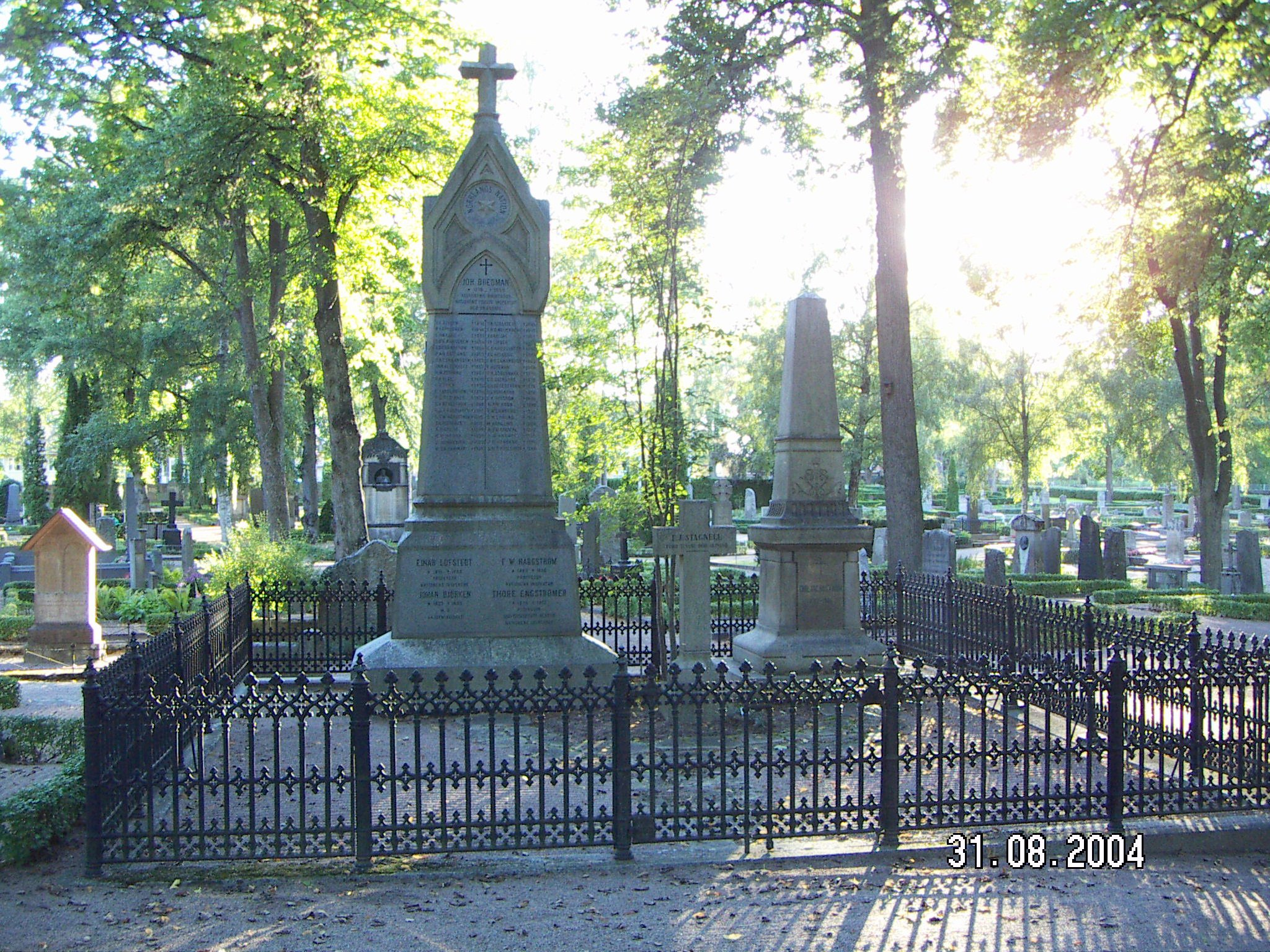
Norrlands nations grav på Uppsala gamla kyrkogård.

Thore Engströmer, född 5 april 1878 i Sollefteå, död 21 oktober 1957 i Uppsala, var en svensk jurist.

## Biografi
Engströmer blev student 1896, juris kandidat vid Uppsala universitet 1901, juris licentiat 1908, juris doktor 1908, docent i speciellt privaträtt 1909, var tillförordnad professor i processrätt 1908–12, ordinarie 1912–43, prorektor vid Uppsala universitet 1932, rektor 1933–43 samt tillförordnad universitetskansler 1945–51.
Engströmer var sakkunnig i civildepartementet angående förslag till lagstiftning mot kvacksalveri, angående ny järnvägstrafikstadga, lufttrafikförordning, automobiltrafik och skyddskoppympning 1912–16, sakkunnig i justitiedepartementet angående lagstiftning rörande moratorium 1914–15, svensk delegat för lufttrafikkonvention med skandinaviska länder och andra länder 1918, biträde i processkommissionen från 1915, ledamot 1919–26, sakkunnig i justitiedepartementet för utarbetande av förslag till ny rättegångsbalk 1931, sakkunnig i justitie-, civil-, ecklesiastik- och kommundepartementen för utredning av olika frågor 1912–44, svenskt ombud i internationella kommittén för utarbetande av internationella privaträttsliga bestämmelser rörande lufttrafik 1927 och ledamot av processlagberedningen 1932–44.
Engströmer var ordförande i styrelsen för Statens institut för rasbiologi 1934–45, för 1938 års docentutredning, för 1944 års tandläkarutbildningssakkunniga 1944–47, för 1947 års sakkunniga för den praktiska tandläkarutbildningen och för 1949 års universitetskanslersämbetssakkunniga.
Engströmer tillhörde stadsfullmäktige i Uppsala 1912–34, ordförande där 1932–34, dito i drätselkammaren 1922–32, ledamot av Uppsala läns landsting 1927–46, ordförande i styrelsen för Städernas allmänna brandstodsbolag 1926–50, Almqvist & Wiksells Boktryckeri AB 1946–54, vice ordförande i styrelsen för Svenska institutet i Athen 1948–51, ledamot av redaktionen för "Svensk Juristtidning" 1934–50 och av den svenska styrelsen för de nordiska juristmötena 1934–48, upprepade studieresor till ett flertal europeiska länder för studier av rättegångsväsendet. Han var inspektor för Norrlands nation 1921–43 samt blev odontologie hedersdoktor 1950 och medicine hedersdoktor i Uppsala 1952.
Engströmer författade bland annat Om försäkringsgifvares förpliktelse på grund av försäkringsavtalet I (1908), Vittnesbeviset. Reglerna för dess värdering i svensk ordinär process (1911), Om parts utsaga som bevismedel i tvistemål (1918), Några typer av förberande förfarande i tvistemål (1921) och Rättegångsreformen (1927). Han deltog i utarbetandet av processkommissionens betänkande I–III (1926) och av processlagberedningens förslag till rättegångsbalk med motiv I, II (1938) och förslag till lag om införande av nya rättegångsbalken m.m. I, II (1944).
Hans stipendiestiftelse mottogs av Uppsala Akademiförvaltning 1958.
Thore Engströmer är jordfäst i Norrlands nations grav på Uppsala gamla kyrkogård.

## Utmärkelser
- Kommendör med stora korset av Nordstjärneorden, KmstkNO [5]
- Kommendör av Dannebrogsorden, KDDO [5]
- Kommendör av Finlands vita ros' orden, KFinlVRO [5]
- Storkors av Sankt Olavs orden, StkNOS:tOO [5]
- Kommendör av Hederslegionen, KFrHL [5]
- Kommendör av Polonia Restituta orden, KPolRest1kl [5]
- Kommendör av Vita lejonets orden, KTjslVLO [5]